# Š
Š je dvajseta črka slovenske abecede. Š je šumevec.
Črka Š se pojavlja v abecedah naslednjih jezikov: srbohrvaščina (in seveda vse njene različice: bošnjaščina, hrvaščina, srbščina), češčina, slovaščina, estonščina, latvijščina, litvanščina.

## PomeniŠ

### Računalništvo
Znaka Š (in š) ni v angleški abecedi, zato so (bile) s kodiranjem teh znakov v računalništvu precejšnje težave. Spodaj so najbolj znani kodni nabori in desetiške kode znakov (za Unicode so vrednosti šestnajstiške).
|      | JUS I.B1.002 |       |        | ISO 8859-2 | ISO 10646 |
| Znak | YUSCII       | CP852 | CP1250 | Latin2     | Unicode   |
| Š    | 91           | 230   | 138    | 169        | U+0160    |
| š    | 123          | 231   | 154    | 185        | U+0161    |

Pri urejanju HTML je posamezen znak moč zapisati tako, da ga zapišemo v obliki &amp#xxx; kjer je xxx desetiška koda znaka.
- Š &#352;
- š &#353;